# Liga Profesional de Uzbekistán 2016
La temporada 2016 de la liga de fútbol de Uzbekistán fue la 25ta temporada de la máxima categoría del fútbol en Uzbekistán desde 1992. 
El FC Pakhtakor es el campeón defensor.

## Equipos
El club Sogdiana Jizzakh permaneció en la categoría luego de ganar la serie de promoción y permanencia al Oqtepa. El Obod Tashkent fue promovido como campeón de la Primera Liga de Uzbekistán 2015. El sorte de la temporada 2016 se realizó el 22 de diciembre de 2015. El primer partido fue disputado el 4 de marzo de 2016.
| Club          | Entrenador           | Ciudad    | Estadio               | Capacidad |
| ------------- | -------------------- | --------- | --------------------- | --------- |
| FK Andijan    | Bakhtiyor Ashurmatov | Andijan   | Soghlom Avlod Stadium | 18,360    |
| Bunyodkor     | Sergey Lushan        | Tashkent  | Bunyodkor             | 34,000    |
| Bukhoro       | Jamshid Saidov       | Bukhoro   | Buxoro Arena          | 22,700    |
| Kokand 1912   | Numon Khasanov       | Kokand    | Kokand                | 10,500    |
| Lokomotiv     | Andrey Miklyaev      | Tashkent  | Lokomotiv de Tashkent | 8,000     |
| Mash'al       | Alexander Khomyakov  | Muborak   | Bahrom Vafoev Stadium | 10,000    |
| Metallurg     | Rustam Mirsodiqov    | Bekabad   | Metallurg Stadium     | 15,000    |
| Nasaf Qarshi  | Ruziqul Berdiev      | Qarshi    | Qarshi Stadium        | 14,750    |
| Navbahor      | Alexander Volkov     | Namangan  | Navbahor Stadium      | 22,000    |
| Neftchi       | Andrey Fyodorov      | Farghona  | Istiqlol              | 20,000    |
| Obod Tashkent | Khayrulla Abdiev     | Tashkent  | Obod                  |           |
| Olmaliq FK    | Igor Shkvyrin        | Olmaliq   | Olmaliq SM            | 12,000    |
| Pakhtakor     | Grigoriy Kolosovskiy | Tashkent  | Pakhtakor             | 35,000    |
| Qizilqum      | Yuriy Lukin          | Zarafshon | Yoshlar               | 12,500    |
| Sogdiana      | Davron Fayziev       | Jizzakh   | Sogdiana Stadium      | 11,650    |
| Shurtan Guzar | Ikhtiyor Karimov     | Ghuzor    | Ghuzor Stadium        | 7,000     |

## Tabla de posiciones
|     | Equipos de fútbol  | PJ | G  | E  | P  | GF | GC | Dif | Pts |
| --- | ------------------ | -- | -- | -- | -- | -- | -- | --- | --- |
| 01. | Lokomotiv Tashkent | 30 | 23 | 05 | 02 | 77 | 24 | +53 | 74  |
| 02. | FC Bunyodkor       | 30 | 19 | 06 | 05 | 60 | 24 | +36 | 63  |
| 03. | Nasaf Qarshi       | 30 | 18 | 09 | 03 | 46 | 13 | +33 | 58  |
| 04. | FK Bukhoro         | 30 | 17 | 07 | 06 | 42 | 27 | +15 | 58  |
| 05. | Pakhtakor Tashkent | 30 | 15 | 07 | 08 | 49 | 30 | +19 | 52  |
| 06. | Qizilqum Zarafshon | 30 | 14 | 08 | 08 | 41 | 32 | +9  | 50  |
| 07. | Metallurg Bekabad  | 30 | 14 | 07 | 09 | 47 | 34 | +13 | 49  |
| 08. | Mash'al Mubarek    | 30 | 11 | 05 | 14 | 35 | 41 | -6  | 38  |
| 09. | FC Shurtan Guzar   | 30 | 12 | 02 | 16 | 43 | 56 | -13 | 38  |
| 10. | Sogdiana Jizzakh   | 30 | 09 | 07 | 14 | 23 | 41 | -18 | 34  |
| 11. | Neftchi Fergana    | 30 | 09 | 04 | 17 | 28 | 43 | -15 | 31  |
| 12. | Kokand 1912        | 30 | 08 | 05 | 17 | 31 | 55 | -24 | 29  |
| 13. | Olmaliq FK         | 30 | 08 | 02 | 20 | 40 | 54 | -14 | 26  |
| 14. | FK Obod Tashkent   | 30 | 06 | 06 | 18 | 25 | 51 | -30 | 24  |
| 15. | Navbahor Namangan  | 30 | 06 | 05 | 19 | 37 | 66 | -29 | 23  |
| 16. | FK Andijan         | 30 | 06 | 05 | 19 | 20 | 50 | -30 | 23  |

Pts = Puntos; PJ = Partidos jugados; G = Partidos ganados; E = Partidos empatados; P = Partidos perdidos; GF = Goles anotados; GC = Goles recibidos; Dif = Diferencia de goles

(C) = Campeón; (D) = Descendido; (P) = Promovido; (E) = Eliminado; (O) = Ganador de Play-off; (A) = Avanza a siguiente ronda.

Fuente:
|  | Liga de Campeones 2017 (Fase de grupos) |
|  | Liga de Campeones 2017 (Play-Off)       |
|  | Play-Off a la Primera Liga 2017         |
|  | Descenso a la Primera Liga 2017         |

## Estadísticas

### Goleadores
| Posición | Jugador                 | Equipo    | Goles (pen) |
| -------- | ----------------------- | --------- | ----------- |
| 1        | Zokhid Abdullaev        | Metallurg | 8(0)        |
| 2        | Temurkhuja Abdukholiqov | Lokomotiv | 7 (0)       |
| 2        | Eldor Shomurodov        | Bunyodkor | 7 (0)       |
| 2        | Igor Sergeev            | Pakhtakor | 7 (1)       |
| 2        | Igor Taran              | Shurtan   | 7 (4)       |
| 3        | Sardor Mirzaev          | Lokomotiv | 6 (0)       |

### Hat–tricks
| Jugador           | Equipo   | Contra           | Resultado | Fecha              |
| ----------------- | -------- | ---------------- | --------- | ------------------ |
| Igor Taran        | Shurtan  | Sogdiana Jizzakh | 4–2       | 7 de mayo de 2016  |
| Oleksandr Pyschur | Navbahor | Kokand 1912      | 5–1       | 14 de mayo de 2016 |